# صلوات شعبانیه
صلوات شعبانیه دعایی نقل شده از علی بن حسین پیشوای چهارم شیعیان است. خواندن این صلوات در هر روز ماه شعبان هنگام ظهر شرعی و نیز شب نیمه شعبان مستحب است.

## معرفی و اهمیت
این دعا و صلوات به دلیل نقل مستقیم از سوی پیشوای شیعی از اهمیت بالایی برخوردار است. جنبه مهم دیگر این دعا، اشاره به وضع تاریخی دوران علی بن حسین و نحوه رویکرد پیشوایان شیعه در مقابله با مخالفان است؛ لذا این دعا از حیث تاریخی نیز می‌تواند مورد استناد قرار گیرد.

## محتوا
این صلوات دربارهٔ بیان جایگاه محمد بن عبدالله و خاندان او و تأکید بر ولایت آنان است.
در این دعا عبارت صلوات چندین بار تکرار شده‌است. در این دعا خاندان محمد بن عبدالله، گنجینه علم، محل رفت‌وآمد فرشتگان، جایگاه رسالت الهی و محل نزول وحی توصیف شده‌اند.

## متن
در روایت آمده یک صلوات در ماه شعبان برابر است با ده صلوات در غیر ماه شعبان.
«اللَّهُمَّ صَلِّ عَلَى مُحَمَّدٍ وَ آلِ مُحَمَّدٍ، شَجَرَةِ النُّبُوَّةِ، وَ مَوْضِعِ الرِّسَالَةِ، وَ مُخْتَلَفِ الْمَلائِكَةِ، وَ مَعْدِنِ الْعِلْمِ وَ أَهْلِ بَيْتِ الْوَحْيِ. اللَّهُمَّ صَلِّ عَلىي مُحَمَّدٍ وَ آلِ مُحَمَّدٍ. الْفُلْكِ الْجَارِيَةِ، فِي اللُّجَجِ الْغَامِرَةِ، يَأْمَنُ مَنْ رَكِبَهَا، وَ يَغْرَقُ مَنْ تركها، الْمُتَقَدِّمُ لَهُمْ مَارِقٌ، وَ الْمُتَأَخِّرُ عَنْهُمْ زَاهِقٌ، وَ اللازِمُ لَهُمْ لاحِقٌ، اللَّهُمَّ صَلِّ عَلَي مُحَمَّدٍ وَ آلِ مُحَمَّدٍ،  . 

## سند صلوات
طوسی در کتاب مصباح المتهجد نقل کرده‌است که علی بن حسین در هر روز ماه شعبان هنگام زوال و نیز در شب نیمه شعبان این صلوات را می‌خوانده‌است.
در منابع دیگری مانند اقبال الاعمال و جمال الاسبوع آن را از  طوسی نقل کرده‌اند.
عباس قمی در کتاب مفاتیح‌الجناناین دعا را در اعمال مشترکه ماه شعبان آورده‌است.

## شرح‌های نوشته شده بر این صلوات
- احمد واعظ یزدی (متوفی ۱۳۱۰ق) کتابی به نام «شرح دعای شجرة النبوة» در شرح صلوات شعبانیه نوشته‌است و این کتاب مشتمل بر هشت هزار بیت شعر است.[۱۱]
- سید محمود مدنی بجستانی شرحی بر این دعا را در سال ۱۳۸۹ و توسط بنیاد پژوهشهای اسلامی آستان قدس رضوی منتشر کرد.
- مجتبی محمدی مزرعه شاهی و  محمدعلی طاهری نژاد از اعضای هیئت علمی دانشکده علوم قرآنی میبد کتاب هدیه شعبان را که شامل شرحی بر این صلوات است منتشر کردند.
- محمدتقی مصباح یزدی مجموعه درس گفتارهایی در شرح صلوات شعبانیه با عنوان شکوه نجوا داشته‌است.[۱۲]

## نظرات دیگران
مرتضی مطهری این دعا را شامل عالی‌ترین مناجات در مورد معنویت برای انسان برمی‌شمرد. مطهری بیان می‌کند که سطح اندیشه ای این دعا بسیار متعالی است و از طریق این دعا می‌توان روح نیایش را که همان عشق و محبت به خداست درک کرد.